# عقده فرشته-فاحشه

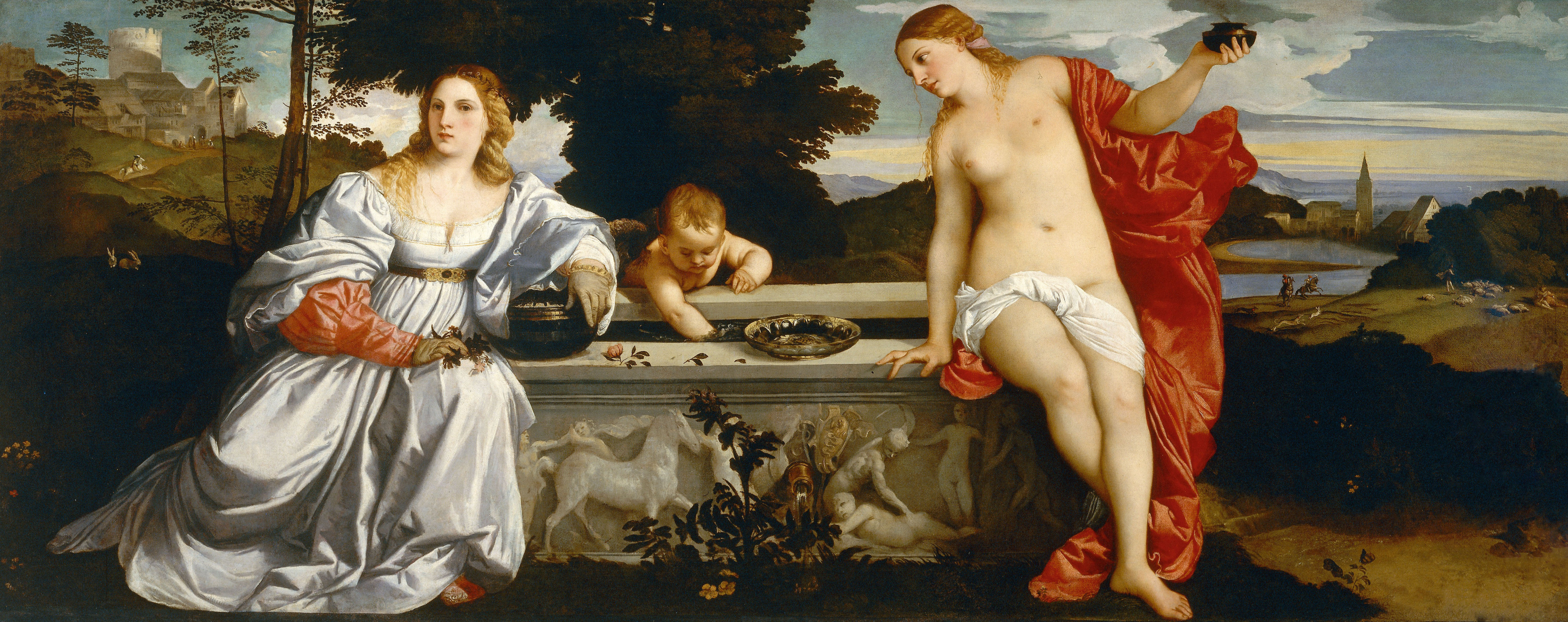
نقاشی به سبک رنسانس از یک فرشته و فاحشه

عقدهٔ فرشته-فاحشه (انگلیسی: Madonna–whore complex) نوعی ناتوانی مردان در برانگیختگی جنسی هنگام برقراری یک رابطه عاطفی نرمال با زنان است. در دوگانه ذهنی مبتلایان به این گره روانی زنان بر دو نوعند: "فرشته" (شامل مادر و خواهر و دیگر زنان شایسته احترام) و "فاحشه" (زنانی که میل جنسی دارند و البته محترم نیستند).این عقدهٔ روانی نخستین‌بار توسط فروید شناخته شد. در این ذهنیت زن در دوگانه‌  نقشی احترام‌برانگیز همچون مریم مقدس و یا اگر در این مدل جای نمی‌گیرد در نقشی خوار و روسپی‌وار‌ جا می‌گیرد.  به بیان خلاصه در ذهنیت کسانی که به این عقده روانی دچارند وجود میل و نیاز جنسی در زنان نهی و نفی می‌شود، مگر برای زنانی خاص (پتیاره، لکاته، آکله، …).
عقدهٔ فرشته-فاحشه که شیوع قابل توجهی بین مردان دارد، از آن‌جهت که زن را جز در دو قالب معصوم یا فاحشه به رسمیت نمی‌شناسد، برای کنش‌های جنسی زنان محدودیت‌زا و آسیب‌رسان است. برای خیلی از مردانِ مبتلا تصور این واقعیت که خواهر و مادر او نیز خواهش جنسی دارد سخت و ناگوار است. در صحنهٔ مقابل زن و دختر هم باید تظاهر به آن کنند که چنان میلی ندارند و در قطب فرشته‌اند. از سوی مرد خانواده هم هرگونه تن‌نمایی و جلوهٔ زن و دختر که به دیگرانی مجال آن را بدهد که او را در قطب دیگر تصویر کنند در ردای  "غیرت"، "ناموس"، … به شدت محکوم می‌شود. یا نیز پسر در ازدواج با دوست‌دختری که با او رابطه جنسی داشته‌ مردد می‌ماند چرا که او را دیگر در جایگاه "فرشته" و مادری نمی‌یابد.
در شیوع چنین ذهنیتی حتی پس از ازدواج نیز زن نباید بر نیاز جنسی‌اش تاکیدی بکند مبادا که در ذهنیت دوقطبی مردش در قطب "فاحشه" تصویر بشود. نتیجه عملی آن می‌شود که در قطب دیگر و در نقش "فرشته" و مادر برای همسرش فرو برود و از آن طریق ابراز عشق بکند. با این کار البته شرایط بیشتر گره می‌خورد چرا که مرد هم در تعقیب فانتزی‌های جنسی‌اش نمی‌تواند زنی که نقش مادری او را ایفا می‌کند در نظر بگیرد و ادامه سناریوی زندگی جنسی بسیاری مردان مبتلا این چنین رقم می‌خورد: زنی در خانه برای ایفای نقش مادری خود و کودکانش، و معشوقه‌ای در بیرون برای تعقیب فانتزی‌های جنسی‌اش؛ نیز برای زنان: ایفای نقش زن سردمزاج در خانه و نقش زن دلبر و لوند برای مردان غریبه...